# Composition n°12 avec bleu
Composition n°12 avec bleu est un tableau réalisé par le peintre néerlandais Piet Mondrian en 1936-1942. Cette huile sur toile est conservée au musée des beaux-arts du Canada, à Ottawa.

## Postérité
Le tableau fait partie des « 105 œuvres décisives de la peinture occidentale » constituant le musée imaginaire de Michel Butor.